# Красноголовая амадина
Красноголовая амадина (лат. Amadina fasciata) — африканская птица семейства вьюрковых ткачиков.

## Описание
Красноголовая амадина достигает длины до 14 см. У самца голова красного цвета. Спина от серого до бурого цвета, гузка имеет слегка тёмные поперечные полосы: отдельные особи имеют здесь даже красные края перьев. Крылья серо-коричневые с небольшими светлыми пятнами на вершинах перьев. Горло от белёсого до светло-серого цвета. Грудь белёсая с чешуйчатыми чёрно-коричневыми поперечными полосами.
У самок голова серо-бурого цвета. Светлые пятна на нижней стороне значительно меньше, чем у самца.
У обоих полов глаза коричневые, клюв светло-коричневый, ноги телесного цвета.
Оперение имеет большую индивидуальную и возрастную изменчивость. Два подвида всё же имеют отличия. Подвид Amadina erythrocephala dissata отличается от номинативной формы A. e. erythrocephala более насыщенным красным цветом у самца. Кроме того, оперение спины значительно более серое, и в целом самки более чисто коричнево-серые, чем у номинативной формы.

## Образ жизни
Период гнездования красноголовой амадины зависит от осадков, так как они определяют ассортимент питания. Поэтому этот вид имеет нерегулярное гнездование.
Красноголовые амадины очень редко строят собственные гнезда, предпочитая использовать пустые гнёзда воробьёв и ткачей. Место гнездования выбирают вместе самец и самка. Как правило, от 2 до 6 пар птиц вместе отправляются на поиск места гнездования. При этом птицы узнают друг друга, так как не принадлежащие к этой стае чужие пары сразу прогоняются. Члены такого гнездового сообщества часто сидят бок о бок, чтобы очистить или почесать друг друга.

## Размножение
В кладке от 2 до 7, чаще от 4 до 5, яиц. Высиживание продолжается от 12 до 14 дней. Обе родительские птицы высиживают кладку и часто вместе сидят ночью в гнезде. Птенцы находятся в гнезде от 22 до 25 дней. Через 3 недели они становятся самостоятельными. Они держатся в течение первых дней ещё на гнездовом дереве или в непосредственной близости от него. В то время как родительские птицы ищут корм, молодые птицы сидят почти неподвижно в верхней кроне дерева или густого куста. Они сразу реагируют громким криком на возвращение родителей. Вечером они снова возвращаются с родителями в гнездо.

## Распространение
Область распространения красноголовой амадины — это Южная Африка и Юго-Западная Африка. Жизненное пространство — полупустыни и кустарниковые степи.
После серебряноклювой амадины красноголовая амадина дальше всех африканских вьюрковых ткачиков продвигается вперёд в полупустынные биотопы. При этом она держится всегда вблизи воды. Она встречается в Калахари и в Ботсване на краю пустынь, а также в сухих песчаных степях с редкими группами деревьев и кустарников. В Калахари можно наблюдать вблизи воды стаи красноголовых амадин, которые насчитывают несколько сотен птиц. Красноголовая амадина предпочитает на остальной части своего ареала заросшие деревьями и кустарниками степи. Она населяет также открытые культурные ландшафты, оставаясь пугливой по отношению к человеку.

## Содержание
Неизвестно, когда красноголовые амадины были впервые завезены в Европу, скорее всего, первый завоз произошёл в XVIII веке. Луи Жан Пьер Виллот считается первым, кто успешно разводил этот вид, вероятно, уже во второй половине XVIII столетия. В XIX веке их неоднократно показывали на выставках во Франции, Англии и Голландии.
Для содержания птиц необходимы вольеры, в остальном они считаются слишком простыми в содержании птицами, которые даже становятся очень доверчивыми. В зависимости от отделки и величины вольера, высаженных растений и возможности укрыться птицы в гнездовой период показывают разной степени нетерпимое отношение.